# Onthophagus aereidorsis
Onthophagus aereidorsis là một loài bọ cánh cứng trong họ Bọ hung (Scarabaeidae).